# عنق (عمد)

تعديل مصدري - تعديل

عنق هي إحدى قرى  بمديرية عمد التابعة لمحافظة حضرموت، بلغ تعداد سكانها 770 نسمة حسب تعداد اليمن لعام 2004.